# John Gerrard Keulemans

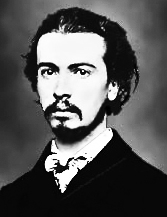
John Gerrard Keulemans (1842–1912)

John Gerrard Keulemans (* 8. Juni 1842 in Rotterdam, Niederlande als Johannes Gerardus Keulemans; † 29. März 1912 in Ilford, Vereinigtes Königreich) war ein niederländischer Maler und Illustrator. Keulemans war berühmt für seine Vogellithografien.

## Leben

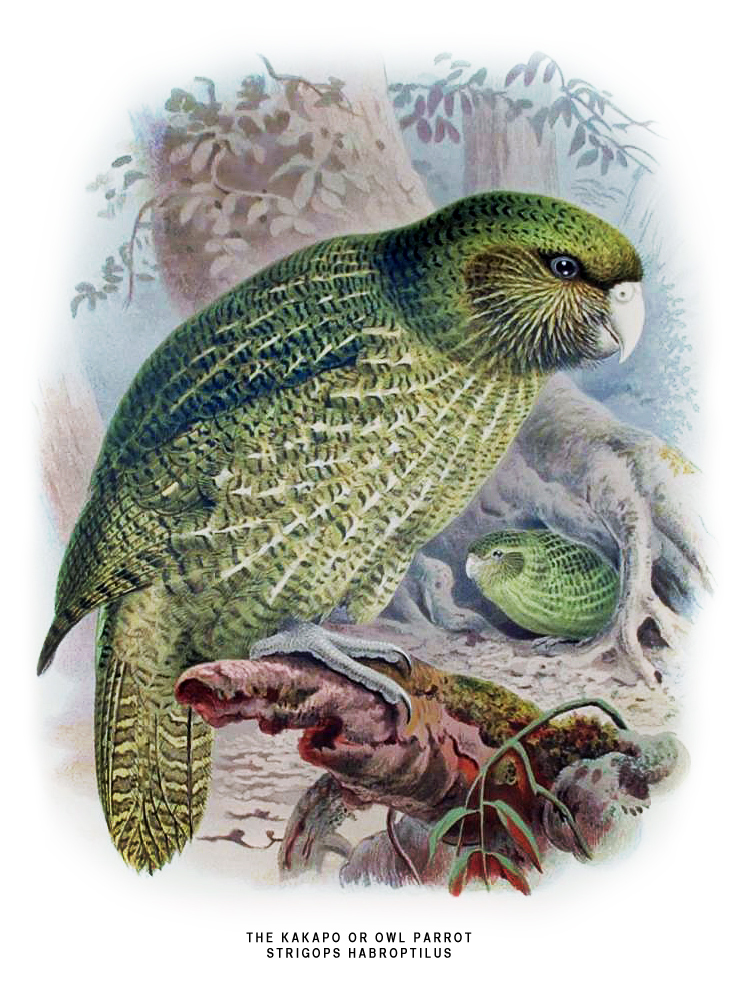
Lithografie eines Kakapos aus
A History of the Birds of New Zealand

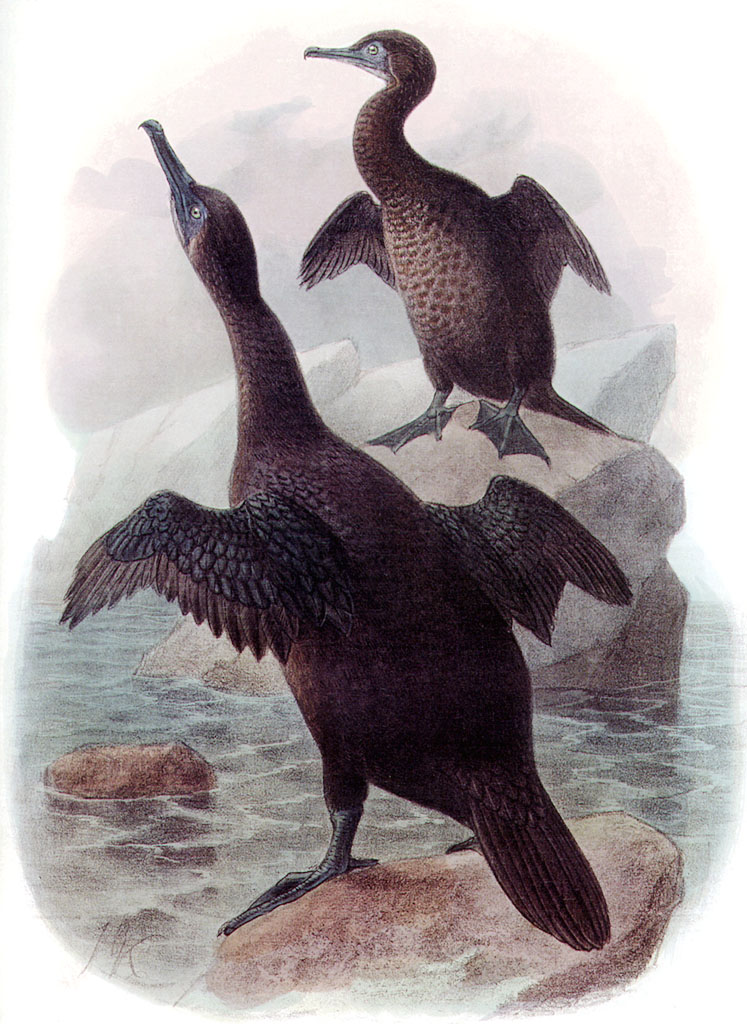
Galapagosscharbe – Lithografie von J. G. Keulemans

Keulemans war schon als Junge ein begeisterter Naturliebhaber und wollte Forscher werden. Hermann Schlegel, der damalige Direktor des Reichsmuseums für Naturgeschichte in Leiden, förderte ihn und schickte ihn 1864 auf eine Dienstreise nach Westafrika. Bei seiner Rückkehr nach Europa im Jahre 1866 empfahl ihn Schlegel für das British Museum. 1867 heiratete er in Voorschoten Engelina Johanna Spoor, die ihn oft bei seinen Arbeiten unterstützte. Ab 1869 arbeitete Keulemans in Großbritannien, wo er regelmäßig das Vogeljournal Ibis der British Ornithologists’ Union und das Journal Proceedings and Transactions der Zoological Society of London illustrierte. Seine Studien über die Nektarvögel in Westafrika ermöglichten ihm, zusammen mit anderen talentierten Zeichnern, das Werk Monograph of the Nectarinidae (1876) von George Ernest Shelley (1840–1910) zu illustrieren. Nach dem Tod seiner ersten Frau im Jahre 1876 heiratete er 1877 in London die Irin Arabella Miley. Insgesamt gingen aus seinen Ehen 14 Kinder hervor.
Von 1874 bis 1898 arbeitete er an den 27 Bänden des Catalogue of the Birds des Natural History Museum (damals British Museum of Natural History) mit. Als profilierter Illustrator schuf er 73 Tafeln für das Werk Monograph of Hornbills (1887–1892) von Daniel Giraud Elliot (1835–1915),  120 Tafeln für Monograph on Kingfishers (1868–1871) von Richard Bowdler Sharpe (1847–1909) und 149 Tafeln für Monograph on Thrushes (1902) für Henry Seebohm (1832–1895). Weitere von Keulemans illustrierte Werke sind verschiedene Bände der Biologia Centrali-Americana (1879–1904) von Osbert Salvin (1835–1898), Birds of Europe (1871–1896) von Henry Eeles Dresser (1838–1915), A History of the Birds of New Zealand (1873, 1887–1888, 1905–1906) von Sir Walter Buller (1838–1906), The Avifauna of Laysan and the Neighbouring Islands (1893–1900) von Lionel Walter Rothschild, 2. Baron Rothschild (1868–1937) und Extinct Birds (1907) von Lionel Walter Rothschild. Das Werk A History of the Birds of New Zealand erschien zunächst in einer Auflage von 500 Exemplaren. Die 35 lithografischen Tafeln waren von Keulemans handkoloriert. Aufgrund des großen Erfolges wurde eine zweite, erweiterte Auflage veröffentlicht, die mehr Einzelheiten über Synonyme und die Verbreitung sowie die Beschreibung neuer Arten enthält. Da die Lithografiesteine für die erste Auflage vernichtet worden waren, wurden sie alle von Keulemans neu gezeichnet. Die zweite Auflage erschien in dreizehn Teilen zwischen Juli 1887 und Dezember 1888. Obwohl 1000 Exemplare der zweiten Auflage hergestellt wurden, gingen 251 Exemplare beim Untergang zweier Schiffe verloren. 1906 erschien ein zweibändiger Ergänzungsband in einer Auflage von 500 Exemplaren.
Keulemans fertigte bemerkenswerte Lithografien von heute ausgestorbenen Tierarten an, darunter von der Salomonentaube, dem Huia, dem Riesenalk, dem Stephenschlüpfer, dem Prachtmoho, dem Ohrbüschelmoho, dem Guadalupe-Wellenläufer, dem Weißwangenkauz und dem Falklandfuchs. Alle diese Lithografien befinden sich heute im American Museum of Natural History in New York.

## Galerie
Galerie mit Lithografien von John Gerrard Keulemans (einige ausgestorbene Arten):

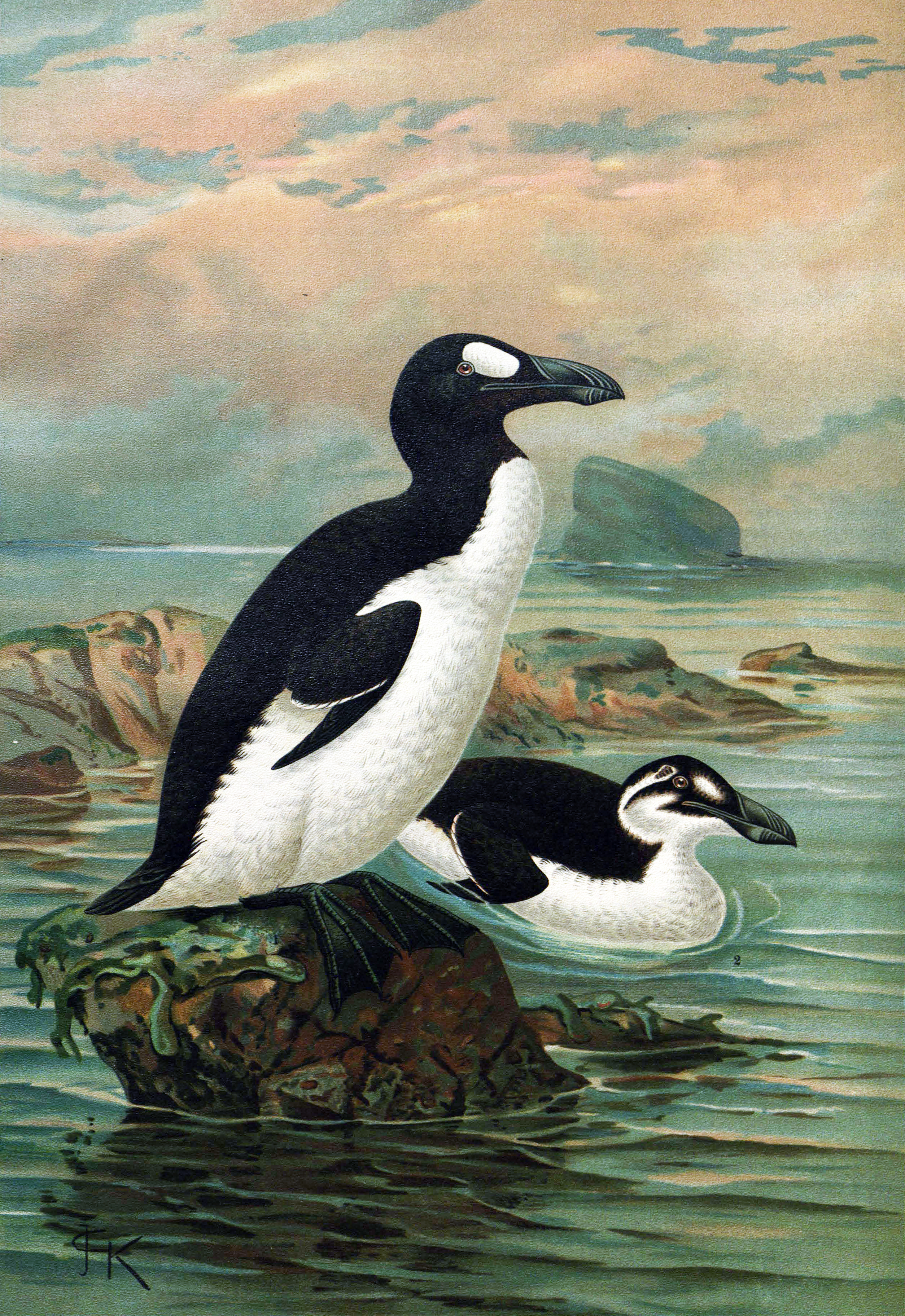
Riesenalk
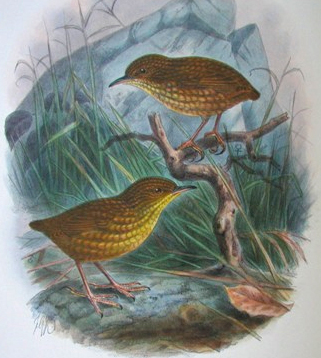
Stephenschlüpfer aus Walter Buller: A History of the Birds of New Zealand, 1888
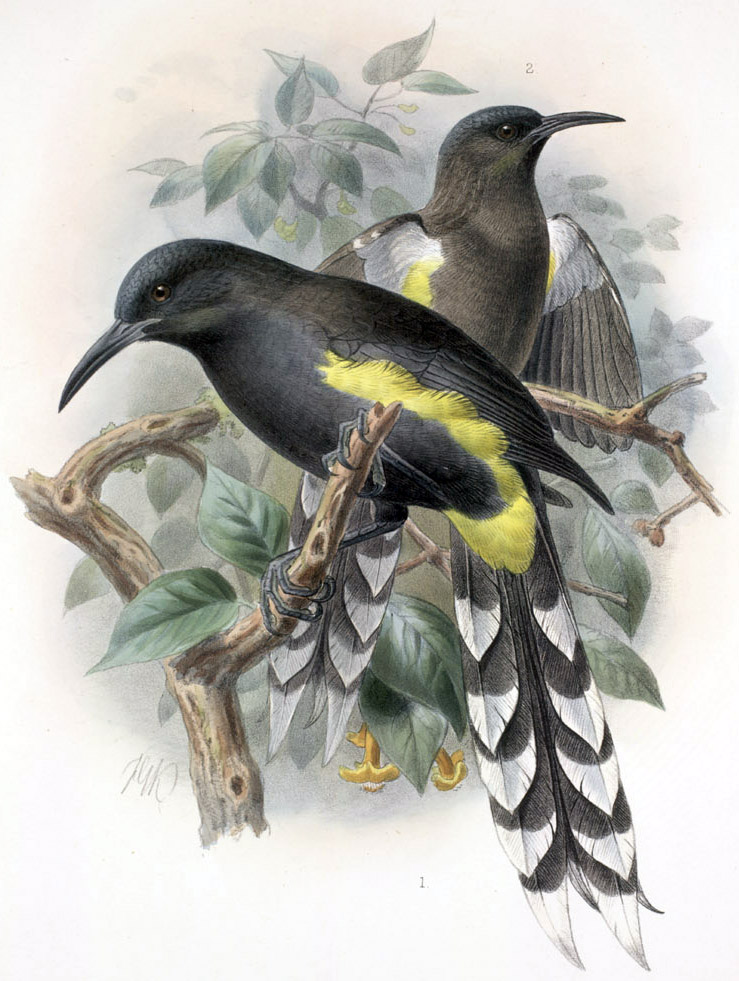
Ohrbüschelmoho aus Walter Rothschild: The Avifauna of Laysan, 1893–1900
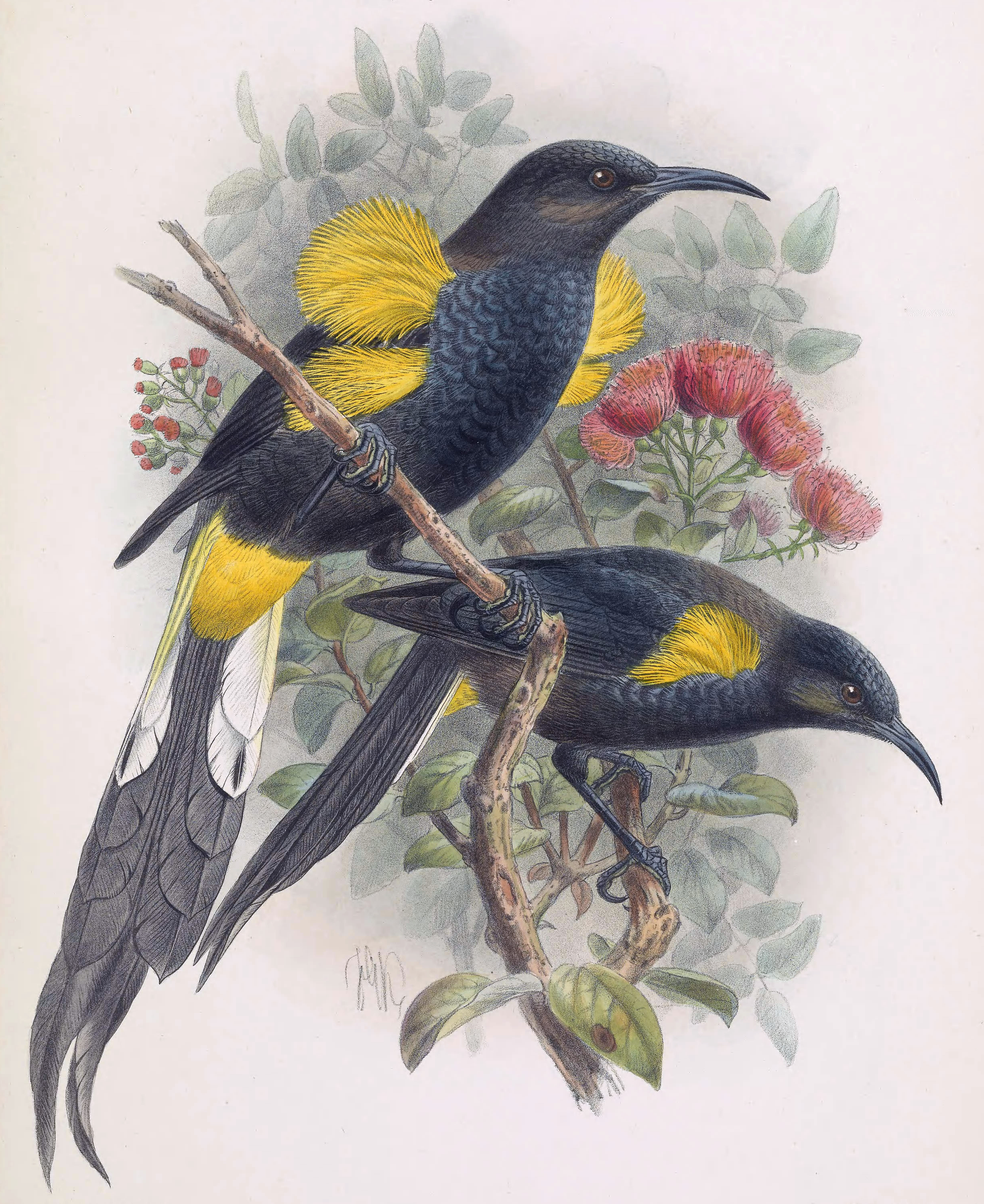
Prachtmoho aus Walter Rothschild: The Avifauna of Laysan, 1893–1900

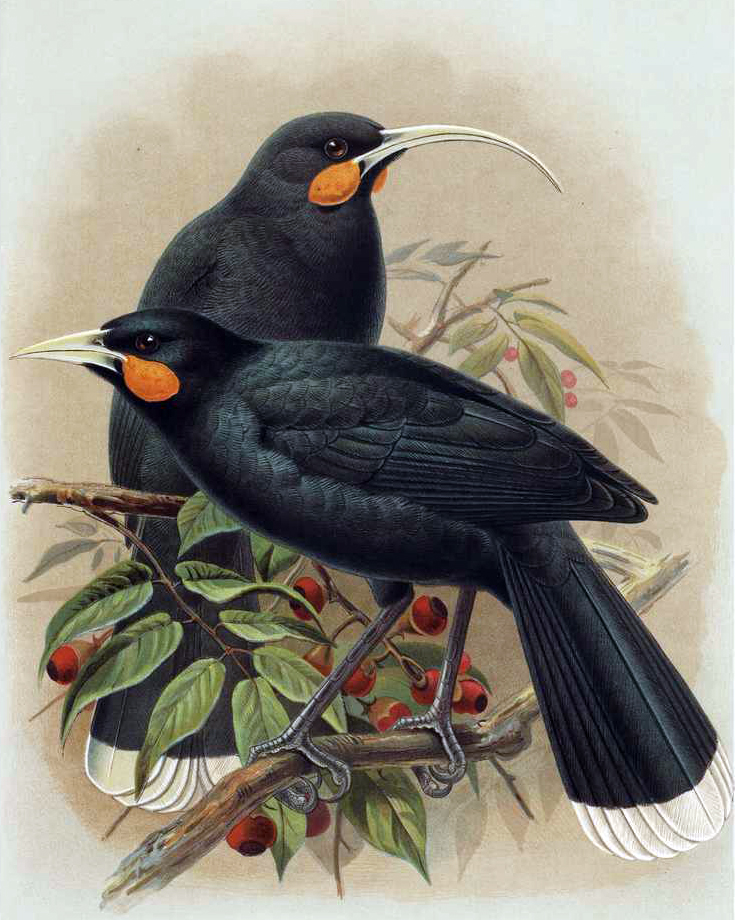
Huia aus Walter Buller: A History of the Birds of New Zealand, 1888
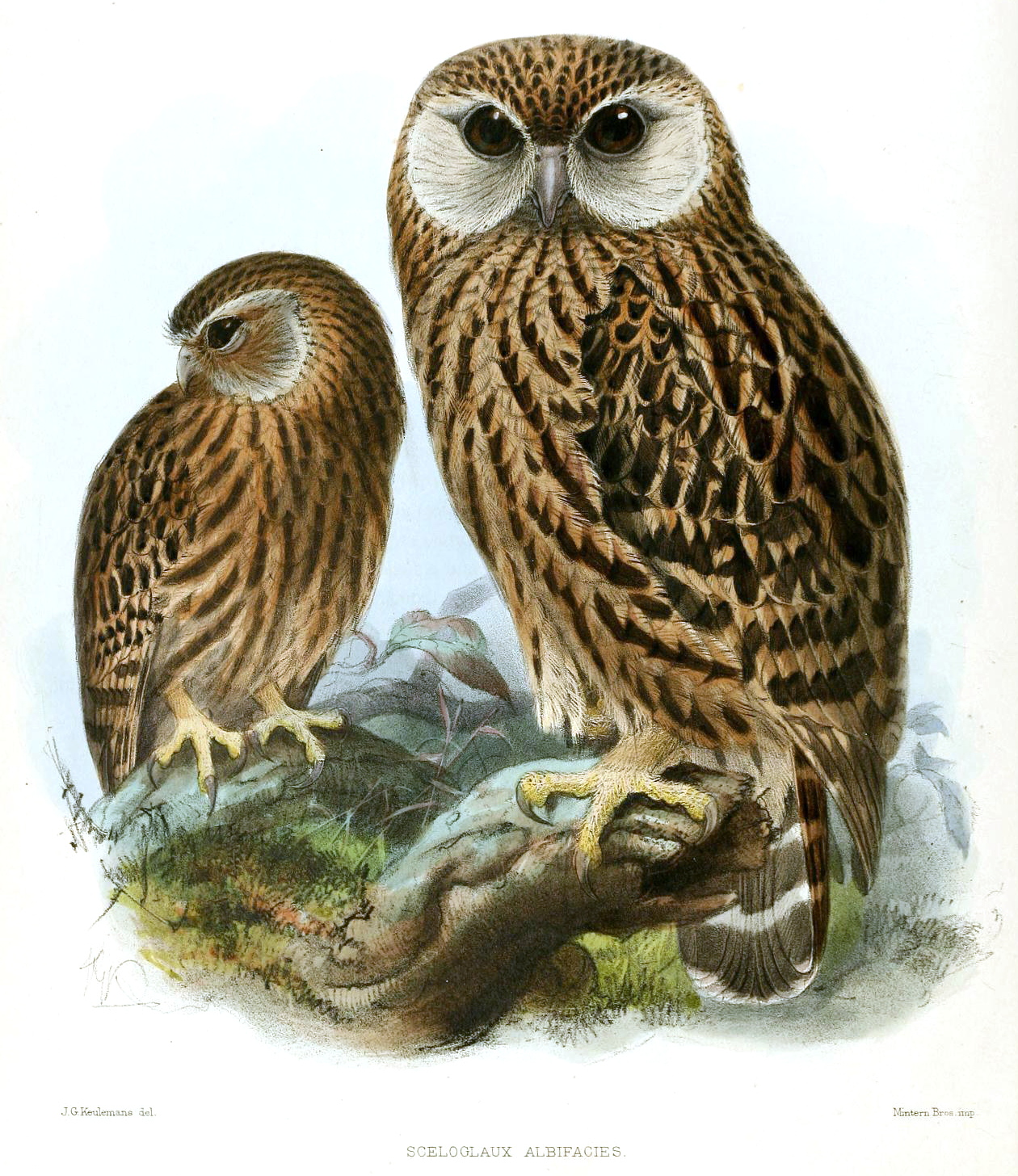
Weißwangenkauz aus George Dawson Rowley: Ornithological Miscellany, Vol. I, 1875
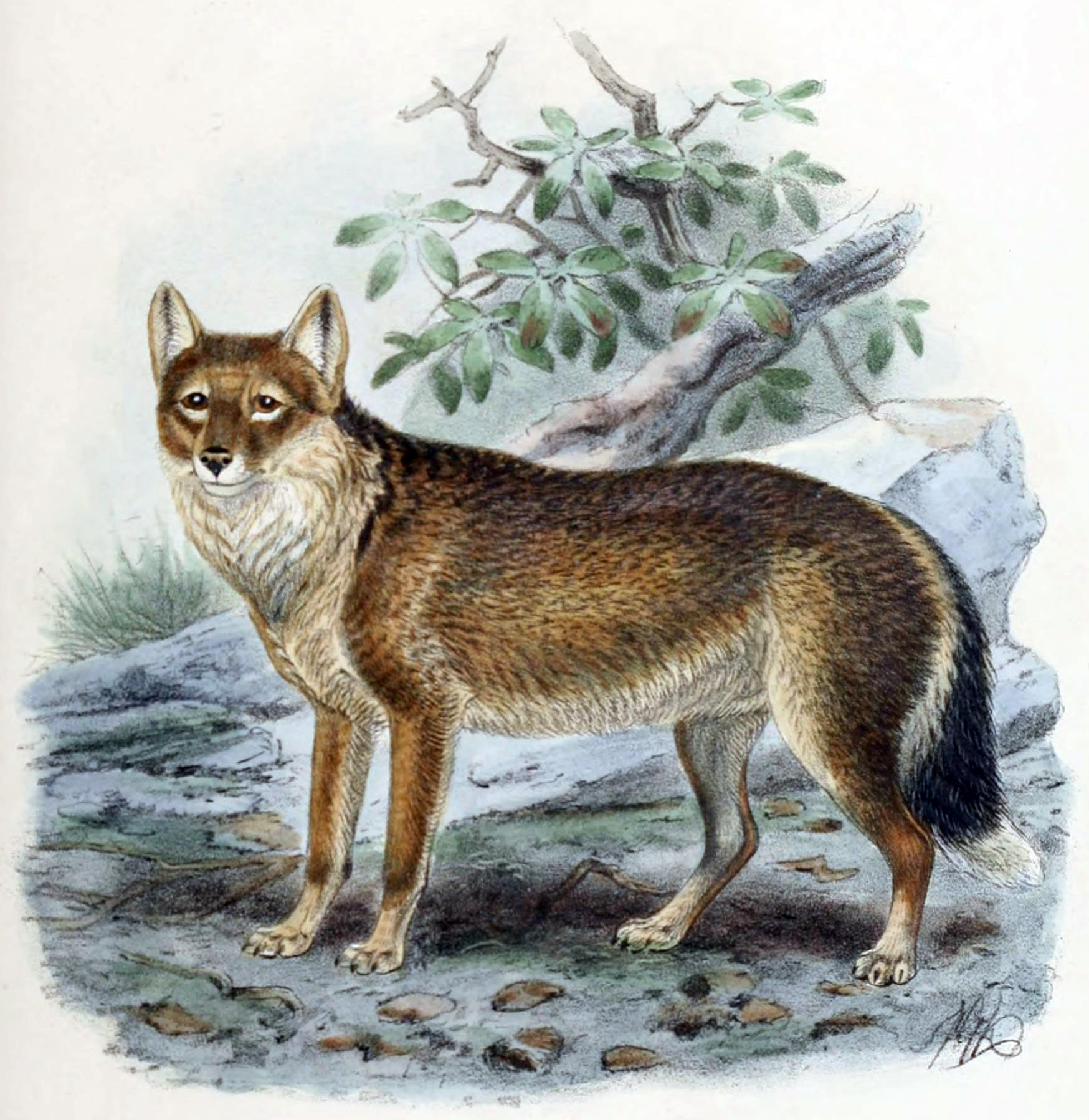
Falklandfuchs aus St. George Mivart: Dogs, Jackals, Wolves, and Foxes, 1890
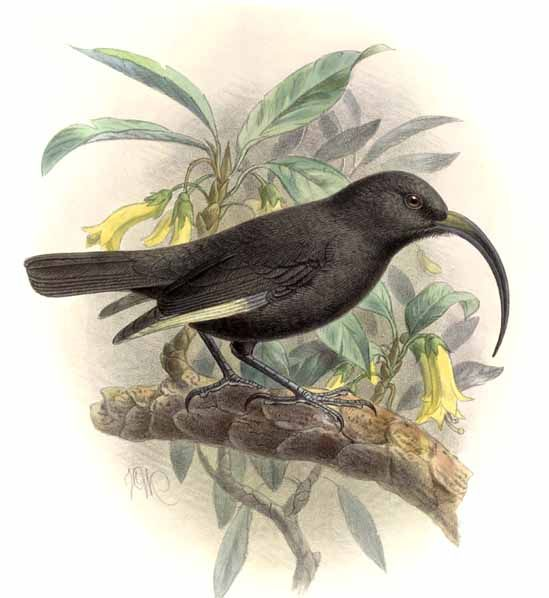
Rußmamo aus Walter Rothschild: The Avifauna of Laysan, 1893–1900